# Glen Edwards
Glen Edwards (St. Petersburg, 31 luglio 1947) è un ex giocatore di football americano statunitense che ha giocato nel ruolo di safety nella National Football League (NFL).

## Carriera professionistica
Edwards fu scelto nel Draft NFL 1971 dai Pittsburgh Steelers. Divenne la free safety titolare nel 1973 e l'anno seguente fu premiato come miglior giocatore della squadra. Edwards vinse due titoli con Pittsburgh (il Super Bowl IX e il X) e fu convocato per il Pro Bowl nel 1975 e 1976. In quei Super Bowl compì due giocate chiave. Nel Super Bowl IX colpì il ricevitore dei Minnesota Vikings John Gilliam mentre stava per segnare un touchdown, facendogli sfuggire il pallone dalle mani, che fu recuperato dal compagno cornerback Mel Blount per un intercetto. Nel Super Bowl X, sigillò la vittoria di Pittsburgh sigillò la vittoria di Pittsburgh intercettando un passaggio del quarterback dei Dallas Cowboys Roger Staubach nella end zone mentre il tempo stava scadendo. Edwards fu scambiato coi San Diego Chargers per una scelta del sesto giro del Draft NFL 1979 nell'agosto del 1978. Con la nuova squadra, fece registrare un intercetto nella famosa vittoria nei playoff 1981-'82, nota come The Epic in Miami.

## Palmarès

### Franchigia
- Super Bowl : 2

Pittsburgh Steelers: IX, X
- American Football Conference Championship: 2

Pittsburgh Steelers: 1974, 1975

### Individuale
- Convocazioni al Pro Bowl: 2

1975, 1976

## Statistiche
| Intercetti | 39 |